# ناوشکن ترور
ناوشکن ترور (به انگلیسی: Spanish destroyer Terror) یک کشتی بود که طول آن ۲۲۰ فوت ۰ اینچ (۶۷٫۰۶ متر) بود. این کشتی در سال ۱۸۹۶ ساخته شد.